# Strobilurus
Strobiluruslà một chi nấm trong họ Physalacriaceae. Chi này phân bố phổ biến ở các vùng ôn đới, và có 10 loài. Species of Strobilurus grow on pine cones.

## Hình ảnh

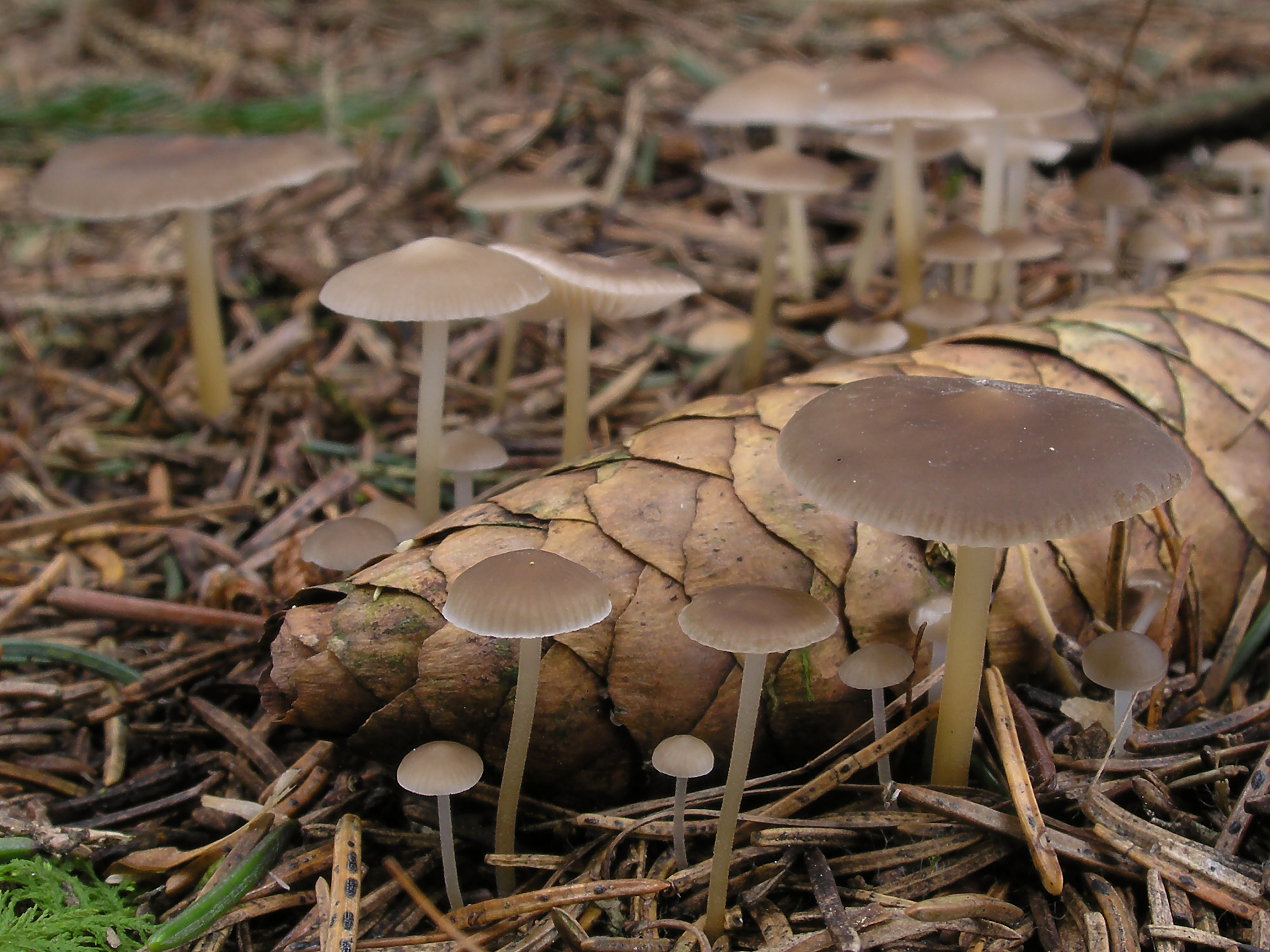
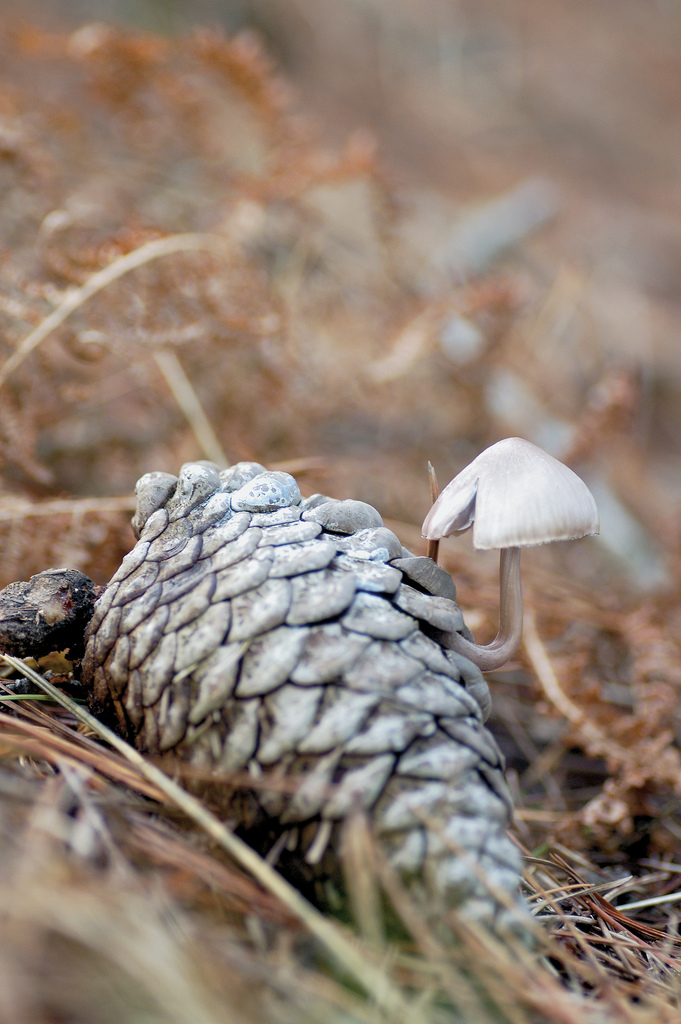
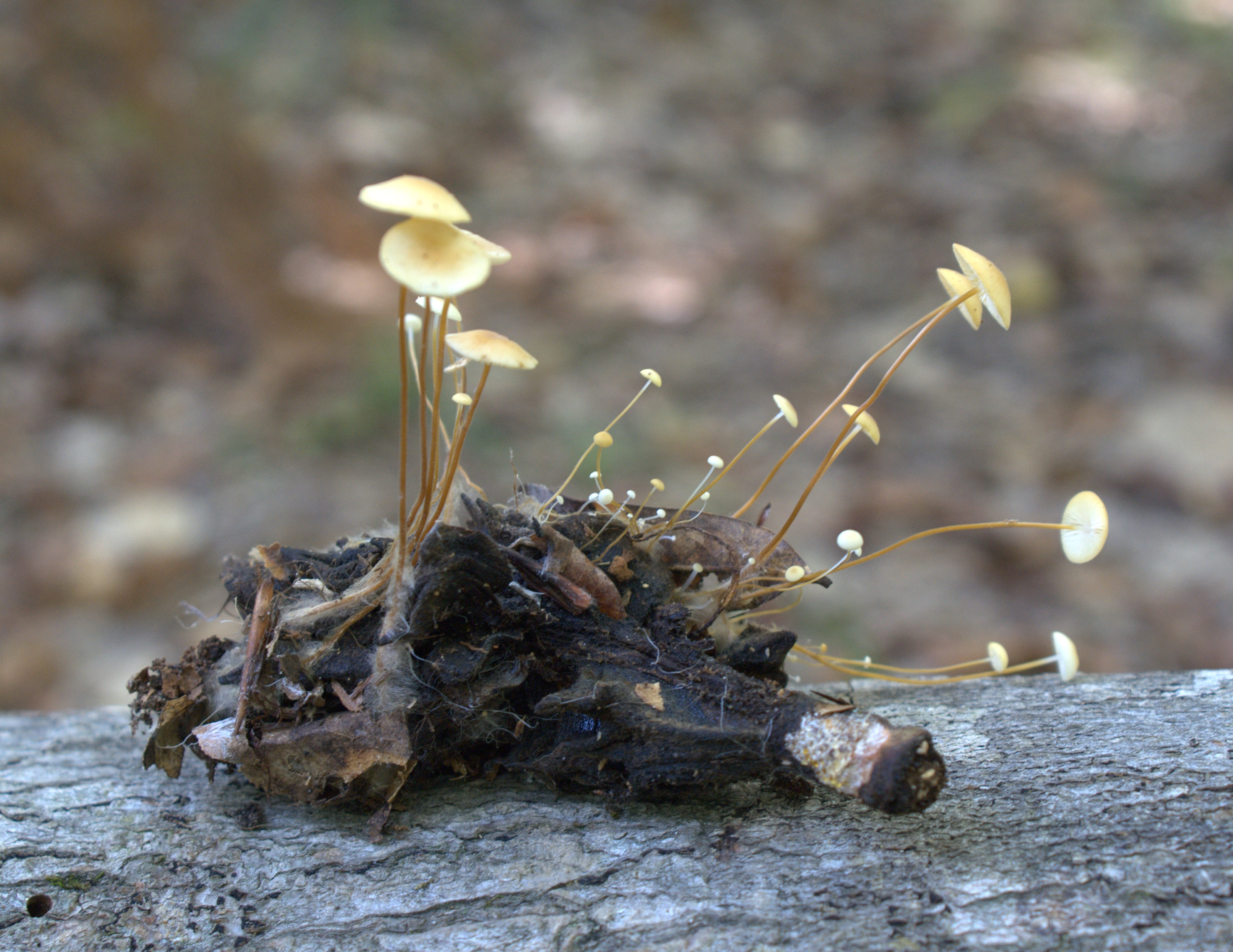